# رزا لیندشتدت
رزا لیندشتدت (انگلیسی: Rosa Lindstedt؛ زادهٔ ۲۴ ژانویهٔ ۱۹۸۸) بازیکن هاکی روی یخ اهل فنلاند است.